# Cattedrale di Nostra Signora della Salute (Hrodna)
La cattedrale della protezione della Madre di Dio (in bielorusso: Пакроўскі кафедральны сабор) è la cattedrale ortodossa di Hrodna, in Bielorussia, sede dell'eparchia di Hrodna e Vaŭkavysk.

## Storia
La cattedrale, costruita dall'architetto Mikhail Prozorov in stile neorusso, è stata edificata in memoria dei soldati e ufficiali della 26 brigata d'artiglieria, uccisi durante la Guerra russo-giapponese degli anni 1904-1905. La chiesa è stata consacrata il 30 Settembre 1907.

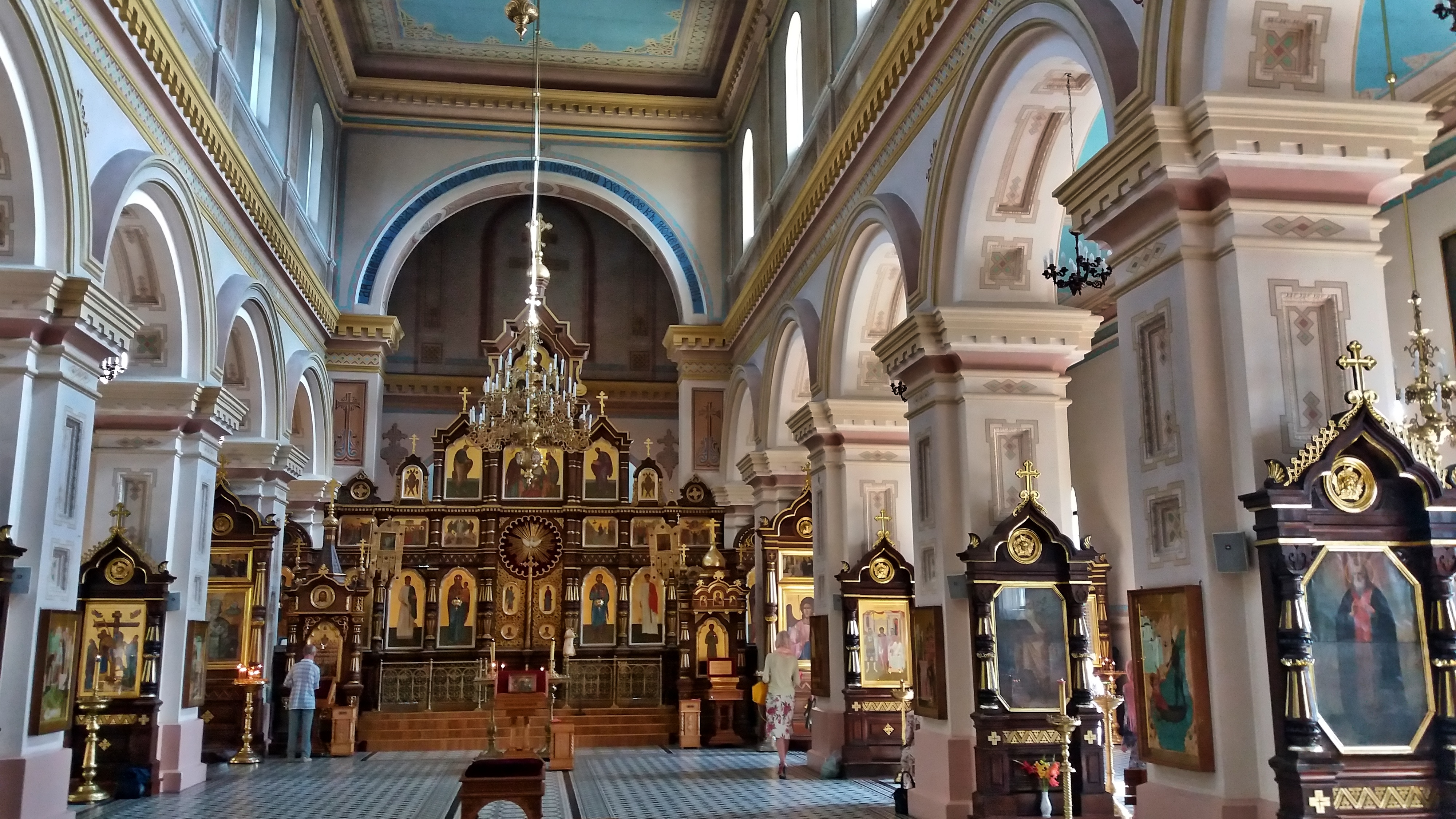
Interno della cattedrale

Il 24 luglio 1995 il Patriarca di Mosca e di tutte le Russie Alessio II ha visitato la cattedrale e ha consacrato la nuova chiesa dedicata a santa Olga, che si trova accanto. Il 14 ottobre 2010, davanti alla cattedrale, fu inaugurata una scultura in bronzo della Madre di Dio, realizzata dallo scultore bielorusso Vladimir Panteleev.